# Cydista diversifolia
Cydista diversifolia es una planta que se usa mayormente para aumentar el deseo sexual. Es endémica de México, Centroamérica, Antillas y Bahamas, Venezuela, Colombia.
En los países asiáticos , se usa esta planta para hacer una crema que se aplica a la parte del pene para alargarlo.